# František Jakubec
František Jakubec (Český Brod, 12 aprile 1956 – 27 maggio 2016) è stato un calciatore cecoslovacco, di ruolo difensore.

## Carriera
Con la Nazionale cecoslovacca ha preso parte ai Mondiali 1982.